# Conrado Nalé Roxlo
Conrado Nalé Roxlo (* 15. Februar 1898 in Buenos Aires; † 2. Juli 1971 ebenda) war ein argentinischer Schriftsteller.
Nalé Roxlo arbeitete lange Jahre als Journalist bzw. als Redakteur für verschiedene Zeitungen und Zeitschriften, u. a. für „Crítica“, „El Hogar“, „El Mundo“. Daneben fungierte er auch als Herausgeber der humoristisch-satirischen Zeitschrift „Don Goyo“. Er war Mitglied der Grupo Florida und als solcher maßgeblich an der Gründung der Zeitschrift „Martín Fierro“ beteiligt.
Im Alter von 73 Jahren starb Nalé Roxlo am 2. Juli 1971 in Buenos Aires und fand seine letzte Ruhestätte auf dem Friedhof La Recoleta.

## Werk
Viele seiner kleinen Skizzen und Erzählungen veröffentlichte Nalé Roxlo unter den Pseudonymen Chamico bzw. Alguien. Unter diesen Namen erschienen diese später auch in Sammelbänden und Anthologien.
Obwohl Nalé Roxlo zur  Grupo Florida zählt, folgte er nicht dem Ultraismus und zeigt bereits 1923 mit seinem Debüt – „El grillo“ – seinen unverwechselbaren Stil. Als Verehrer Heinrich Heines kann aber durchaus leichte Anklänge des Vorbildes in seinem literarischen Schaffen bemerken. Dieses Werk wurde von der zeitgenössischen Literaturkritik, allen voran Leopoldo Lugones, hoch gelobt. Stand in seinen ersten Gedichten noch eine gewisse Lebensfreude im Vordergrund, änderte sich dies mit der Zeit in Skepsis bis hin zu einem unermesslichen Weltschmerz.
Mit seinen Theaterstücken spannte Nalé Roxlo einen Bogen von leiser Ironie („La cola de la sirèna“) bis hin zu fast schon aggressiver Satire („Una víuda difícil“). Mit Ersterem interpretiert er Hans Christian Andersens Märchen „Die kleine Meerjungfrau“ überraschend neu; mit Letzterem setzt er sich mit dem beginnenden Zerfall der Gesellschaft kurz vor der Mai-Revolution im Vizekönigreich des Río de la Plata bzw. in Buenos Aires auseinander.

## Ehrungen
- 1945 – Prémio Nacional für „El cuervo del arca“

## Werke (Auswahl)
Biographien
- Alfonsina Storni. 1965 (zusammen mit Mabel Mármol).
- Amadeo Villar. 1963 (zusammen mit Mabel Mármol).

Erzählungen
- Cuentos de cabecera. 1946.
- Cuentos de Chamico. 1953.
- Libro de quejas. 1954.
- La medicina vista de reojo. 1952.
- Mi pueblo. 1953.
- El muerto profesional. 1943.

Lyrik
- Claro desvelo. 1937.
- El grillo. 1923.
- De otro cièlo. 1952.

Theaterstücke
- La cola de la sirèna. 1941.
- Judith y la rosas. 1956.
- El neblí. 1957.
- El pacto de Cristina. 1945.
- El reencuento. 1957.
- Una víuda difícil. 1944.